# Stolthet
Stolthet är Ison & Filles tredje album från 2006.

## Låtlista
| Spår | Låt Titel                  | Producent/er           | Medverkande          | Tid   |
| ---- | -------------------------- | ---------------------- | -------------------- | ----- |
| 1    | Utanför tullarna           | DJ Large               |                      | 04:09 |
| 2    | Fokuserad                  | Christian L            |                      | 03:51 |
| 3    | Ge mig!                    | Avastyle               | Sabo & Gurmo         | 02:59 |
| 4    | Gatukändis                 | Kaah                   | Kaah                 | 03:29 |
| 5    | Hela dan varje dag         | Filthy                 | Sabo                 | 04:44 |
| 6    | Jag gillar det             | Masse                  | Sabo, Hoosam & Gurmo | 03:31 |
| 7    | Lägg ner ditt vapen        | Masse                  | Ismael               | 4:10  |
| 8    | Flashbacks                 | Avastyle               |                      | 04:13 |
| 9    | Vad gör du med ditt liv?   | Masse                  | Aleks                | 04:15 |
| 10   | Lilla Al Fadji: Hüüdfadern |                        |                      | 02:28 |
| 11   | Muevete (spanska flugan)   | Masse                  | Sabo & Gurmo         | 03:46 |
| 12   | Kicka                      | Avastyle               | Aleks                | 04:53 |
| 13   | Hård stad                  | Astma & Michel Rocwell |                      | 03:28 |
| 14   | Stolthet                   | Astma                  |                      | 03:41 |

## Singlar
- Ge Mig (Med Sabo & Gurmo)
- Lägg Ner Ditt Vapen (Med Ismael)
- Hela Dan Varje Dag (Med Sabo)